# Karel Švestka
Karel Švestka (2. srpna 1926 Nové Strašecí – 7. března 2012 Třebíč) byl český spisovatel.

## Život
Narodil se v rodině manželů Tellerových v Novém Strašecí. Rodiče (otec malíř pokojů, matka pradlena) byli často bez zaměstnání a přitom měli mnoho dětí. Některé z nich proto dali k adopci. Adoptivními rodiči Karla Švestky se tak stali Karel a Anežka Švestkovi z Tasova.
Nedokončil gymnázium, protože musel převzít otcův obchod. Po roce 1948 pracoval nejprve jako horník, později ve Velkém Meziříčí v podniku Kablo. V roce 1968 se stal, i když nebyl členem KSČ, předsedou MNV v Tasově a v této funkci pracoval osmnáct let.

### Trojice tasovských literátů
V Tasově žili kromě Karla Švestky i dva další spisovatelé – Jakub Deml (1878—1961) a Stanislav Vodička (1910—1982), se kterými se Karel Švestka znal. Se Stanislavem Vodičkou byli přátelé, seznámil se s ním ve Velkém Meziříčí.

## Dílo
Díla Karla Švestky nejprve vydával MNV v Tasově s ilustracemi Miloše Kačírka. V roce 1965 tak vydal Šla tudy válka, 1984 Tasov včera a dnes (s Josefem Pěnčíkem), 1985 Sto let požárního sboru v Tasově a Ohlédnutí.

### Nová knižní vydání
- Pastely (ilustrace Jindřich Zezula, Třebíč, Arca JiMfa, 1995)
- Couvání do času (obsahuje Šla tudy válka, Ohlédnutí a Pastely; k vydání připravili Vladimír Binar a Jaroslava Jiskrová, Praha, Torst, 1997)
- Pohled z mostu (ilustrace Miloš Kačírek, doslov Radovan Zejda, Tišnov, Sursum, 2002)
- Tenký led (kresby Miloše Kačírka z tasovských kronik, doslov Bohuslav Mikulášek, Tišnov, Sursum, 2002)
- Měsíc jako rybí oko (Praha, Máj, Dokořán, 2003)
- Kauza Rohovští v Tasově (ilustrace Lidmila Dohnalová, Tišnov, Sursum, 2005)
- Pohled z okna (Tišnov, Sursum, 2007)

## Ocenění
- V roce 1998 byl oceněn Cenou Egona Hostovského za knihu Couvání do času.
- Pobyt Karla Švestky v Tasově připomíná část expozice Literárního památníku Vysočiny, který je v obci umístěn v bývalé měšťance.[4]